# Majestical Parade
Majestical Parade (яп. マジェスティカル・パレード Величественный парад) — девятый альбом японской visual kei рок-группы Nightmare вышедший 13 мая 2009 года. Альбом продолжил общую тенденцию к уменьшению тяжести в музыке группы и может считаться образцом таких релизов у коллектива. Альбом вышел в трёх версиях: обычное издание, имеющее только CD; ограниченное издание, включающее: CD, DVD с клипом на песню Can you do it? и фотоальбом; ограниченное издание, имеющее CD и DVD с клипом на песню MELODY.

## Рецензии
Алексей Ерёменко с сайта Allmusic достаточно сдержанно оценил альбом. По его словам участники группы «даже не пытаются играть что-то оригинальное» и «песни группы являются либо пюре из Whitesnake и Crazy Town либо стандартными поп-песни ускоренные в два раза и разбавленные гитарным дисторшеном». В конце он подводит итог, отмечая что альбом прост и повторяет частые ошибки японского рока, но такие песни как «Parade» и «Nothing You Lose» удались в плане создания нужной атмосферы и доступности обычному слушателю.

## Список композиций
| №                   | Название                                        | Текст песни         | Музыка              | Длительность |
| ------------------- | ----------------------------------------------- | ------------------- | ------------------- | ------------ |
| 1.                  | «Parade (Парад)»                                | Рука                | Сакито              | 3:03         |
| 2.                  | «Can you do it? (Сделаешь это?)»                | Сакито              | Сакито              | 4:30         |
| 3.                  | «Mr Trash music (Господин музыкального мусора)» | Рука                | Рука                | 2:56         |
| 4.                  | «NAKED LOVE (ОБНАЖЁННАЯ ЛЮБОВЬ)»                | Ёми                 | Сакито              | 4:07         |
| 5.                  | «Masquerade (Маскорад)»                         | Рука                | Рука                | 4:42         |
| 6.                  | «MELODY (МЕЛОДИЯ)»                              | Рука                | Рука                | 4:33         |
| 7.                  | «Cynical re:actor (Циничный реактор)»           | Сакито              | Сакито              | 4:08         |
| 8.                  | «Gyanism kyuu (Исследование)»                   | Ёми                 | Сакито              | 2:39         |
| 9.                  | «Nothing you lose (Ты ничего не потеряешь)»     | Ёми                 | Ни~я                | 4:33         |
| 10.                 | «Lost in Blue (Потерянный в голубом)»           | Рука                | Рука                | 4:16         |
| 11.                 | «Simple life (Простая жизнь)»                   | Сакито              | Сакито              | 5:04         |
| 12.                 | «Chronic (Хроника)»                             | Сакито              | Сакито              | 4:57         |
| Общая длительность: | Общая длительность:                             | Общая длительность: | Общая длительность: | 49:25        |

Ограниченное издание A
| №  | Название            | Длительность |
| -- | ------------------- | ------------ |
| 1. | «Can you do it? PV» | 4:30         |

Ограниченное издание B
| №  | Название    | Длительность |
| -- | ----------- | ------------ |
| 1. | «MELODY PV» | 4:42         |

## Синглы
- Lost in Blue

Выпущен: 17 Сентября, 2008
Место в чарте: #4
- NAKED LOVE

Выпущен: 3 Декабря, 2008
Место в чарте: #5
- MELODY

Выпущен: 29 Апреля, 2009
Был выпущен бесплатно в интернете, поэтому не участвовал в чарте.

Песни "Lost in Blue" и "NAKED LOVE" были использованы в качестве открывающей и заканчивающей темы для аниме сериала "Ящик нечести".

## Место в чарте
Альбом занял #3 место в чарте Oricon и продержался в нём 6 недель.